# DECT

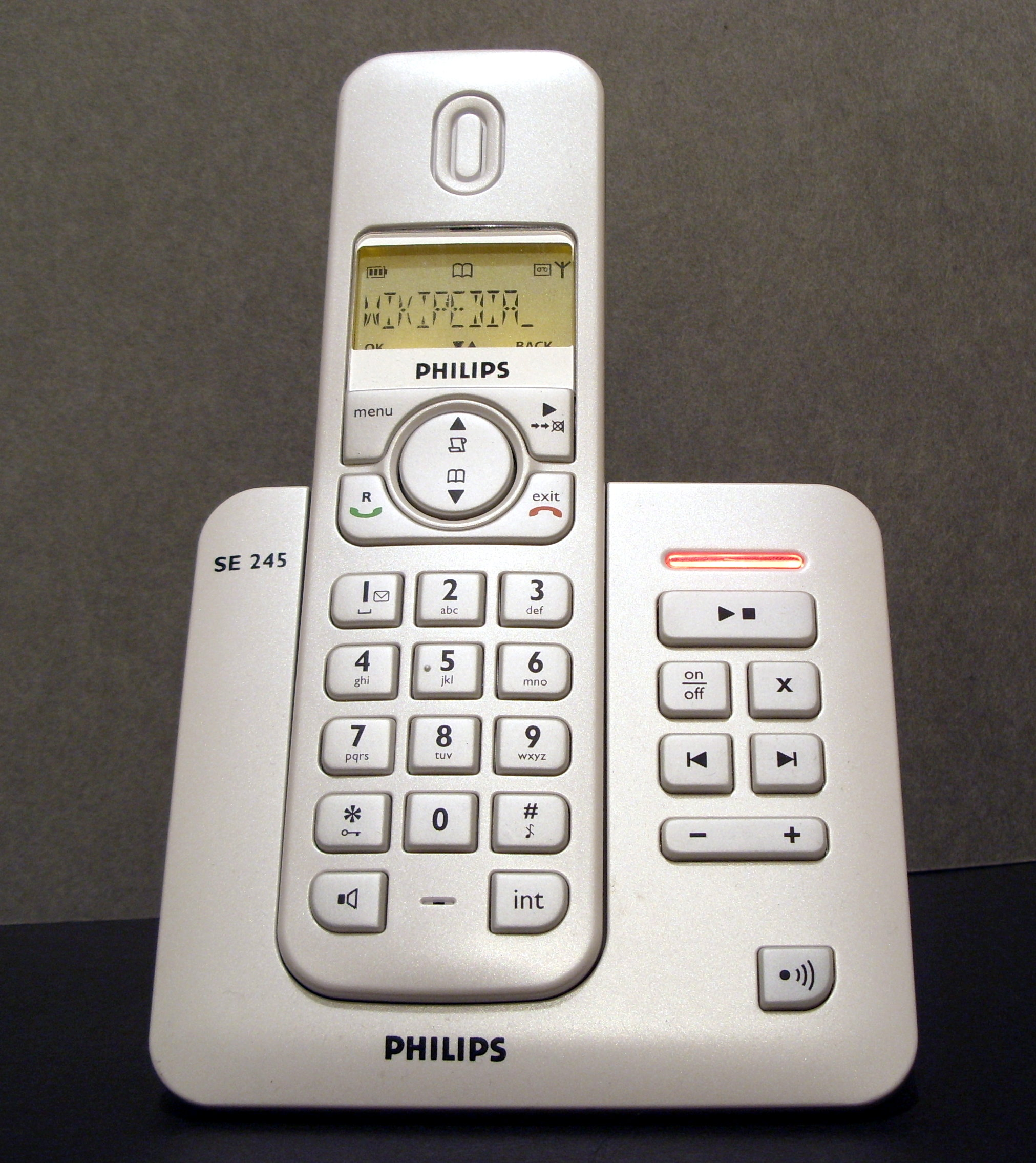
Telefono cordless dotato di tecnologia DECT agganciato fisicamente alla sua base, cablata alla rete telefonica fissa.

DECT (acronimo di Digital Enhanced Cordless Telecommunication) è una tecnologia usata nelle telecomunicazioni  di telefonia.
Lo standard DECT fu sviluppato originariamente dal RES 03 Committee (Radio Equipment and Systems Committe). Le basi del DECT sono specificate all'interno dei documenti della serie ETS 300 175 dove è descritta la tecnologia di accesso radio (1992).

## Descrizione
Il sistema DECT non è un sistema di telefonia mobile, ma un sistema di telefonia cordless; si tratta cioè di un telefono destinato ad un uso domestico o aziendale che si muove all'interno di un'area geografica definita e/o limitata da una copertura radio offerta da una o più antenne (ad es. un appartamento, un palazzo, una villa, un aeroporto, etc.).
Se la copertura radio lo consente è ammessa la migrazione da un'area ad un'altra.
Tipicamente la copertura radio potrebbe essere di proprietà di un soggetto differente dall'operatore che offre il servizio di telefonia.
Ad esempio, la copertura radio di un aeroporto è fornita dall'azienda proprietaria dell'aeroporto mentre il servizio di telefonia è offerto dall'operatore di telefonia fissa di cui la suddetta azienda è cliente.
Più in generale il passaggio da una copertura radio ad un'altra, se esse non sono adiacenti, è consentito solo dalla eventuale copertura offerta dall'operatore di telefonia di cui si è clienti.
Questo appena descritto rappresenta un primo scenario commerciale che con le prime versioni analogiche di telefono cordless non era possibile: un telefono (e quindi un cliente) che si muova all'interno della prima copertura radio (l'aeroporto) utilizza un servizio di telefonia cordless, un telefono (e quindi un cliente) che si sposta tra aree di copertura differenti utilizza anche un servizio di mobilità.

## Caratteristiche tecniche
Digital Enhanced Cordless Telecommunication, lo standard di telefonia digitale cifrato cordless operante sulla banda di frequenza attestata tra i 1880 e 1900 MHz in Europa, tra 1920 MHz e 1930 MHz negli USA, utilizza 10 canali allocati dinamicamente in Europa mentre negli USA i canali sono 5; data la banda ridotta a disposizione, ciascuno dei canali a sua volta è suddiviso in 2 x 12 time-slot. Utilizza la modulazione GFSK, velocità di trasmissione massima di 384 kbps, consente l'interazione con altre reti come PSTN, ISDN, GSM. Il codec audio è G.726, con una velocità di trasmissione netta di 32 kbit/s.
Il livello fisico del DECT usa:
- Accesso multiplo a divisione di frequenza (FDMA);
- Accesso multiplo a divisione di tempo (TDMA);
- Duplex a divisione di tempo (TDD)

In altri termini lo spettro radio è suddiviso sia in frequenza sia nel tempo, analogamente a quanto è previsto dallo standard GSM.
Il "media access control layer" del DECT è il livello che controlla lo strato fisico e mette a disposizione agli strati superiore servizi orientati alla connessione, senza connessione e broadcast. Mette a disposizione inoltre servizi di cifratura con il "DECT Standard Cipher" (DSC). La cifratura è piuttosto debole, utilizzando un vettore di inizializzazione di 35 bit e cifrando il flusso audio con una cifratura a 64 bit.
Il livello di collegamenti dati del DECT utilizza LAPC (Link Access Protocol Control), una variante apposita del protocollo ISDN LAPD, e basato come quest'ultimo su una tecnica HDLC.
Il livello di rete DECT ha sempre al suo interno i seguenti protocolli:
- Call Control (CC);
- Mobility Management (MM).

In aggiunta può contenere al suo interno questi altri protocolli:
- Call Independent Supplementary Services (CISS)
- Connection Oriented Message Service (COMS)
- Connectionless Message Service (CLMS)

Tutti questi protocolli comunicano attraverso una "Link Control Entity" (LCE).
Il protocollo di chiamata è derivato dal protocollo ISDN DSS1, ma sono state fatte molte modifiche specifiche al DECT. Il "mobility management protocol" contiene elementi simili a quelli del GSM, ma anche molti elementi specifici del DECT.
DECT GAP (Generic Access Profile - documenti serie ETS 300 444 e ETS 300 494) definisce un profilo di interoperabilità del DECT. Lo scopo è quello di fare in modo che differenti prodotti di differenti costruttori che seguano non solo lo standard DECT, ma anche il profilo GAP, siano in grado di interoperare per le chiamate semplici. Lo standard DECT include anche delle complete procedure di test per il GAP ed i prodotti GAP di diverse case costruttrici sono di fatto interoperabili per le funzioni base.

## Emissioni elettromagnetiche
La base di un telefono DECT emette al massimo 250 mW ERP di potenza (100 mW per i modelli USA). Per il caso più comune, in cui si utilizza un solo cordless per base, la potenza si riduce a 10 mW ERP (4 mW per i modelli USA). Quando non è in corso alcuna telefonata la potenza trasmessa dalla base si riduce a 2,5 mW.
Alcuni modelli a basso consumo disattivano la base durante la ricarica del telefono nella sua base, e quindi le emissioni di radiofrequenza di fatto si annullano. (si veda qui per i dati europei).
La potenza utilizzata è quindi di molto inferiore rispetto ad una antenna di telefonia cellulare, date le diverse caratteristiche di copertura del servizio. Tuttavia, in considerazione della presenza della base direttamente nelle abitazioni, anche una bassa potenza determina livelli di campo elettromagnetico che sono confrontabili con quelle generate dai sistemi di telefonia cellulare GSM 1800 ed UMTS. In caso di sei conversazioni contemporanee, sono stati misurate intensità di campo elettrico superiori a 2 V/m a 50 cm di distanza da una base (ovvero circa un terzo della soglia di attenzione prevista dalla legislazione italiana) mentre una base in stand-by genera un campo di 0,5 V/m circa, sempre a 50 cm dalla base.
A titolo di raffronto un telefono cellulare GSM ha generalmente una potenza di trasmissione analoga (circa 250 mW): l'effetto di una base DECT è quindi assimilabile ad un terminale GSM continuativamente in conversazione solo nel caso in cui vi siano sei conversazioni contemporanee.
Considerato che l'intensità di un campo centrale nello spazio tridimensionale è inversamente proporzionale al quadrato della distanza, per ridurre a titolo preventivo i livelli di esposizione ai campi elettromagnetici è più che sufficiente tenere la base DECT lontana mezzo metro da luoghi di soggiorno o di riposo. Se si vogliono abbattere i livelli di emissione si possono utilizzare dispositivi a basso consumo che come detto disattivano la trasmissione quando il portatile è nella base di ricarica. Questi dispositivi sono commercializzati con il nome di "Eco-DECT".
I limiti di potenza e quindi di campo elettromagnetico generato precedentemente indicati valgono solo per gli apparati omologati, riconoscibili dalla Marcatura CE 0682. Si possono trovare in commercio apparecchi cordless non omologati, il cui utilizzo è vietato in Italia, che hanno base e portatile funzionanti con potenze di diversi watt e su frequenze utilizzate da altri sistemi.

## Nel mondo

### Italia
Questa tecnologia è stata utilizzata per il servizio FIDO commercializzato alla fine degli anni novanta da Telecom Italia; nel 1997 in alcune maggiori città venne installata la serie di antenne per creare la rete FIDO cittadina che, secondo i piani di Telecom Italia, sarebbe dovuta diventare una sorta di alternativa alla telefonia cellulare su territorio cittadino. Il servizio venne spento definitivamente alla fine dell'anno 2000.